# Водна цецилия
Водна цецилия (Typhlonectes compressicauda) е вид безкрако земноводно от семейство Typhlonectidae. Видът не е застрашен от изчезване.

## Разпространение и местообитание
Разпространен е в Бразилия, Венецуела, Гвиана, Колумбия, Перу и Френска Гвиана.
Обитава крайбрежията на сладководни басейни, морета и реки.

## Описание
Продължителността им на живот е около 4,9 години.